# بیژن ذوالفقارنسب
بیژن ذوالفقارنسب (زادهٔ ۱۶ تیر ۱۳۲۸ در سنندج) بازیکن سابق و مربی فوتبال ایرانی است که سابقه بازی در تیم ملی فوتبال ایران و شرکت در بازی‌های المپیک تابستانی ۱۹۷۶ و قهرمانی جام ملت‌های آسیا ۱۹۷۶ را دارد. او در تمامی مسابقات جام ملت‌های آسیا ۱۹۷۶ به عنوان مدافع به میدان رفت و به همراه منصور رشیدی، حسن نظری، آندرانیک اسکندریان و نصرالله عبداللهی و با سرمربی‌گری حشمت مهاجرانی یک آمار فوق‌العاده خلق کردند و تیم ملی فوتبال ایران را بدون حتی یک گل خورده برای سومین بار قهرمان جام ملت‌های آسیا کردند که در حال حاضر آخرین قهرمانی ایران در این مسابقات است. ایشان موفق ترین مربی کرد و اهل سنت تاریخ فوتبال ایران به شمار میرود. همچنین وی تنها بازیکن پرسپولیس است که سرمربی استقلال شده است.

## دوران بازیکنی
او در اواخر دهه ۴۰ در تیم افسر از خانواده باشگاه تاج بازی می‌کرد، سپس به پاس پیوست. سال ۱۳۵۴ به پرسپولیس رفت و در همان سال اول حضور در پرسپولیس، به عنوان قهرمانی در مسابقات فوتبال جام تخت جمشید دست یافت. او در سال‌های ۱۳۵۵ تا ۱۳۵۶ مدافع ثابت میانی در تیم ملی فوتبال ایران بود و با تیم ملی قهرمان  جام ملت‌های آسیا ۱۹۷۶  شد. وی در روز ۱۹ مرداد سال ۱۳۵۸ و در فینال جام شهید اسپندی برای آخرین بار به عنوان یک بازیکن در مقابل پاس به میدان رفت و سپس به بلژیک رفته و از دانشگاه بروکسل، موفق به اخذ درجه دکترای تربیت بدنی گردید.

## دوران مربی‌گری
او مربی‌گری را از سال ۱۳۵۸ در تیم آماتور خود به نام بیژن در سنندج آغاز کرد. وی در رقابت‌های مقدماتی تیم ملی فوتبال ایران در جام جهانی ۱۹۹۸ دستیار مربیان مختلفی از جمله ویرای برزیلی و جلال طالبی بود. او به عنوان سرمربی تاکنون در تیم‌های مطرح استقلال، سایپا، پاس تهران، مس کرمان، پیکان، برق شیراز، ذوب‌آهن اصفهان، داماش گیلان و صنعت نفت آبادان کار کرده‌است. او دو بار با تیم سایپا قهرمان ایران شده‌اند.

## تجلیل
از وی به عنوان یکی از مشاهیر کرد در تیر ماه ۱۳۹۸ در کنگره جهانی مشاهیر کرد تجلیل و تقدیر شد. به وی نشان نشان شهروند طلایی اعطا شد.

## هیئت مدیره باشگاه فوتبال پرسپولیس
در تاریخ ۲۲ دی ۱۴۰۰ حمید سجادی، وزیر ورزش و جوانان پس از قبول استعفای مجید صدری، اعضای جدید هیأت مدیره این باشگاه را انتخاب کرد و پس از انتصاب رضا درویش در سمت مدیرعاملی، در کنار ذوالفقارنسب، غلامعلی محمد علیپور، محمد اسد مسجدی و مجید پوراحمدی را به عنوان دیگر اعضا معرفی کرد. هم‌چنین با تصمیم اعضا ذوالفقارنسب به عنوان رئیس هیئت مدیره انتخاب شد.
ذوالفقارنسب در حالی پست جدید در باشگاه پرسپولیس گرفت که مشاور وزیر ورزش و جوانان نیز محسوب می‌شود.
اما در نهایت، وی در تاریخ ۳ بهمن ۱۴۰۰ از سمتش استعفا داد.

## استعفا از هیئت مدیره پرسپولیس
ذوالفقارنسب پس از انتصاب به این سمت با انتقادات بسیار زیادی مواجه بود، سرانجام استعفای خود را در تاریخ 3 بهمن 1400 تقدیم وزارت ورزش کرد تا از ترکیب مدیریتی سرخپوشان خارج شود.
او در روزهای اخیر اظهارنظرهایی انجام داده بود که نشان از عدم تسلطش بر اوضاع و اخبار پرسپولیس داشت. ضمن اینکه برخی به دلیل چند پسته بودن او انتقاداتی را علیه‌اش مطرح کرده بودند. 

## افتخارات

### به عنوان بازیکن

##### منتخب تهران
- جام ایران: ۱۳۵۳

##### پرسپولیس
- لیگ ایران: ۱۳۵۴
- جام شهید اسپندی: ۱۳۵۸

##### تیم ملی
- جام ملت‌های آسیا: ۱۹۷۶
- صعود و حضور در المپیک ۱۹۷۶

### به عنوان مربی

##### سایپا
- لیگ ایران: ۱۳۷۲ * ۱۳۷۳
- جام حذفی: ۱۳۷۲
- کسب دو گانه باشگاههای ایران با سایپا ۱۳۷۲

##### تیم ملی
- صعود به جام جهانی ۱۹۹۸ (کمک مربی)